# Lee Van Cleef (reggae)
Pour l'acteur américain, voir Lee Van Cleef
Lee Van Cleef ou Lee Van Cliff est un deejay jamaïcain de reggae.

## Discographie

### albums
- 1982 - Reggae Sunsplash
- 1982 - Rock It To Me Twice

### singles (liste non exhaustive)
- Bubble Reggae Music
- Look How She Fat
- Ganger Pipe Alight
- Cinderella
- Chalice And Spliff
- Who Cork The Dance
- Water Gone
- Chalice To Chalice
- Bam Salute
- Popa Lee Jam
- Different Fashion
- Jam It Tonight
- Beverley How Do You Love Me
- Lady Friends
- Turn Me On
- Neat and Sweet